# Babuljice
Babuljice su naselje u općini Srebrenica, Republika Srpska, BiH.

## Stanovništvo
Nacionalni sastav stanovništva 1991. godine, bio je sljedeći:
ukupno: 456
- Bošnjaci - 403
- Srbi - 52
- ostali, neopredijeljeni i nepoznato - 1